# Myliobatis longirostris
Myliobatis longirostris es una especie de pez de la familia Myliobatidae en el orden de los Rajiformes.

## Morfología
• Los machos pueden llegar alcanzar los 95 cm de longitud total.

## Reproducción
Es ovíparo.

## Hábitat
Es un pez de mar y de clima subtropical(32°N-21°N) y bentopelágico.

## Distribución geográfica
Se encuentra en el Océano Pacífico oriental: el Golfo de California.

## Observaciones
Es inofensivo para los humanos.